# Georg Haderer
Georg Haderer (* 2. Februar 1973 in Kitzbühel, Tirol) ist ein österreichischer Kriminalromanautor.

## Leben
Georg Haderer hat das Bundesgymnasium in St. Johann in Tirol besucht. Nach einem abgebrochenen Studium absolvierte Georg Haderer eine Ausbildung zum Schuhmacher. Er jobbte auch als Redakteur, Barkeeper, Landschaftsgärtner und Skilehrer. Haderer lebt in Wien. Neben dem Krimischreiben arbeitet er auch als Werbetexter.

## Werke
Georg Haderer veröffentlichte Kriminalromane um den Polizeiermittler Major Schäfer, der unter Depressionen und Angststörungen leidet, aber auch mit einem galligen Humor ausgerüstet ist.
- Schäfers Qualen. Kriminalroman, Haymon Verlag, Innsbruck 2009, ISBN 978-3-85218-598-9, DTV, München 2012, ISBN 978-3-423-21342-4.
- Ohnmachtspiele. Kriminalroman, Haymon Verlag, Innsbruck 2010, ISBN 978-3-85218-630-6, DTV, München 2013, ISBN 978-3-423-21452-0.
- Der bessere Mensch. Kriminalroman, Haymon Verlag, Innsbruck 2011, ISBN 978-3-85218-631-3.
- Engel und Dämonen. Kriminalroman, Haymon Verlag, Innsbruck 2012, ISBN 978-3-85218-717-4.
- Es wird Tote geben. Kriminalroman, Haymon Verlag, Innsbruck 2013, ISBN 978-3-7099-7049-2.
- Sterben und sterben lassen. Kriminalroman, Haymon Verlag, Innsbruck 2014, ISBN 978-3-7099-7156-7.
- Seht ihr es nicht?, Kriminalroman, Haymon Verlag, Innsbruck 2021, ISBN 978-3-7099-8125-2.

## Auszeichnungen und Nominierungen
- 2022: Nominierung für den Leo-Perutz-Preis mit Seht ihr es nicht?[1]